# 雪莉·雷曼
雪莉·雷曼（英語：Sherry Rehman，1960年12月21日—），是一名巴基斯坦女性政治人物和反对党议会领袖。

## 职称
她曾先後擔任文化部部长、女性發展部部長、卫生部部长、资讯及广播部部长。雷曼在2011年至2013年期间是巴基斯坦驻美大使。